# IHS
Az IHS a latin betűs kereszténységben, bizonyos egyházakban Jézus nevének görög rövidítéséből származó monogramja. A rövidítés gyakran szerepel díszítő elemként, különösen a népművészetben, de a barokk korszakban, önálló képtéma is volt. Az évszázadok során a monogramnak számos, a tényleges etimológiától független feloldása terjedt el. A rövidítés történetileg szoros kapcsolatban áll Jézus szent nevének tiszteletével. Sienai Szent Bernardin ábrázolásain gyakran tart a kezében IHS feliratú táblácskát. A monogram idővel a jezsuiták szimbóluma is lett.

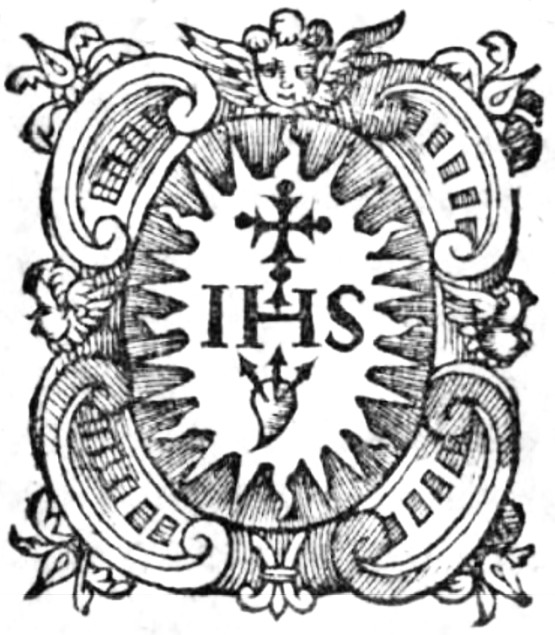
A jezsuiták emblémája 1586-ból

## Eredete
A korai kereszténységben Jézus nevét gyakran rövidítették a görög ΙΗ ( Ἰησοῦς, 'Iészusz', Jézus) illetve ΧΡ (Χριστός, 'Khrisztosz', Krisztus) betűkkel. Szokásos volt még az utolsó betű hozzávétele a rövidítéshez, ΙΗΣ illetve ΧΡΣ alakban. Az előbbi latinizálásából alakult ki és terjedt el az IHS forma a 6. századtól.
A rövidítés tényleges eredete idővel eltűnt a köztudatból, és a monogramot évszázadokon keresztül a (téves) IHESUS írásmóddal oldották föl. A népi etimológia számos más feloldást is tulajdonított a monogramnak. A leggyakoribb a Iesus hominum salvator ('Jézus, az emberek üdvözítője'), de elterjedt még a Iesus homo sanctus (Jézus, szent ember) és az In hoc salus (Ebben van üdvösség) is. Nagy Konstantin látomására utal az In hoc signo (vinces), magyarul  'E jelben (győzni fogsz)' feloldás, amelynek nyomán az IHS szimbólum alá gyakran V betű is került.

## Tisztelete
Az IHS monogram a középkorban a Jézus szent neve iránti tisztelet szimbólumává vált. Sienai Szent Bernardin prédikációi végén táblácskán mutatta fel az IHS szimbólumot, így biztatva a híveket Jézus szent neve imádatára. A jezsuiták is jelképükké választották az IHS monogramot. Ők a rövidítést Iesum habemus socium ('Jézus a mi társunk'), illetve Iesu humilis societas ('Jézus alázatos társasága') alakban oldották föl.